# Andrzej Sołoducha
Andrzej Sołoducha (ur. 31 stycznia 1966 w Olsztynie) – polski kajakarz - kanadyjkarz, olimpijczyk z Barcelony 1992, zawodnik Ślęzy Wrocław.
Na igrzyskach w Barcelonie wystartował w konkurencji C-2 na dystansie 500 metrów (partnerem był Tomasz Darski). Polska osada odpadła w półfinale.